# Els momos
Els momos és el nom amb què es coneix el grup de set individus que simbolitzen els set pecats capitals a la Dansa coneguda com de La Moma i interpretada a la festivitat del Corpus Christi de València i Xàtiva, en què es representa la lluita de la Virtut contra el pecat.
La denominació es pot relacionar amb el francès antic mommer ‘posar-se una màsquera’, mot d’origen germànic que retrobem, entre altres llengües, en l’anglès mummers.
Història
El ball dels momos sembla tenir origen francès, encara que va arribar a la Península a mitjans del segle XV, ja que hi ha documentació de la seva participació en la celebració de l'entrada de Joan II i la seva dona a València per a la jura dels Furs el 1459. En aquesta època el ball estava unit a celebracions civils, encara que a partir de 1544 es té constància documental de la seva participació a la festivitat de Corpus de València, unida en aquell moment a les roques.
Entre aquestes roques, es té documentació que testifica les havia representant l'Infern i el Judici, i es pensa havien de tenir música i danses, perquè a la documentació existent sobre les despeses de les celebracions per la visita a la ciutat de Carles I el 1528; al compte de despeses de 1533 se cita el pagament de quatre ducats als músics que tocaven en aquestes Roques. També es creu que aquestes danses podien anar acompanyades de pantomimes. La dansa dels momos n'havia de formar part, així, els Momos, eren dansaires o mojigangueros de caràcter maligne, per sortir a la Roca de l'Infern, sobre la qual els momos han ballat fins a principis d'aquest segle.
Els momos porten una vestimenta molt original: es calcen amb espardenyes de careta sobre unes mitges blanques. Els calçons són curts en color negre amb bandes horitzontals grogues, i conjunten amb una ampla brusa de vellut granat amb una obertura frontal fins a mig cos, amb decoració orlada d'un volant groc que s'estén també pel coll. El brusa va decorat amb unes fulles i branques de color negre, superposades sobre les mànigues i riba inferior. Igual que la Moma porten el rostre i el cap coberts, però en aquesta ocasió l'antifaç en negre, i el cap està tocat amb una gorra ampla en forma de caputxó amb adorns de volants de les mateixes característiques que el del coll de la brusa però de diferents colors. Del caputxó per la part del darrere sobre surt, tapant el coll i arribant a l'esquena, una mena de trapezi de tela groga, amb folre vermell, orlat amb volant groc (com el de la brusa), decorat al centre del trapezi amb una figura o quimera de color negre, al·lusiva a cadascun dels pecats capitals. Com a complement porten a la mà dreta un pal d'uns 90 cm de llarg ia l'esquerra unes castanyoles.